# Mephistos Höllenrufe
Mephistos Höllenrufe, op. 101, är en vals av Johann Strauss den yngre. Den spelades första gången den 12 oktober 1851 i Wien.

## Historia
Mephistos Höllenrufe är den suggestiva titel som Johann Strauss den yngre namngav valsen som han komponerade hösten 1851 för en "Stor Promenadfestival med fyrverkerier och musik" som ägde rum i Wiens Volksgarten den 12 oktober 1851 under titeln "Resan in i en sjö av eld". (Titeln är ett citat från Uppenbarelseboken 20:10 - "Och djävulen (Mefistofeles i medeltida mytologi)... kastades i samma sjö av eld och svavel som odjuret och den falske profeten, och de skall plågas dag och natt i evigheters evighet".) Aftonens huvudattraktion var en storslagen sceniska illumination som mer eller mindre korresponderade med titeln. 
Söndagen den 12 oktober erbjöd vackert höstväder och ett stort antal wienare (fler än 3000) hade begivit sig till Volksgarten. Valsen blev populär och fick tas om tre gånger. 

## Om valsen
Speltiden är ca 8 minuter och 10 sekunder plus minus några sekunder beroende på dirigentens musikaliska tolkning.

## Weblänkar
- Dynastin Strauss 1850 och 1851 med kommentarer om Mephistos Höllenrufe.
- Mephistos Höllenrufe i Naxos-utgåvan.